# Communauté européenne pour l'éducation démocratique
 (mai 2018).
La Communauté européenne pour l'éducation démocratique (EUDEC) est une organisation européenne à but non lucratif enregistrée en Allemagne depuis 2009. 
Elle promeut un système d'éducation démocratique, basé sur une philosophie selon laquelle les enfants devraient pouvoir faire leurs propres choix concernant leurs apprentissages et tous les autres domaines de la vie. Ils devraient pouvoir choisir ce qu'ils font, quand, où, comment et avec qui, du moment que leurs décisions ne transgressent pas la liberté des autres de faire de même. Ils devraient aussi jouir d'une part égale du pouvoir de décision sur le fonctionnement de leur organisation, notamment sur le règlement intérieur et son application, participant ainsi à y instaurer un cadre de liberté, confiance, sécurité et respect.

## Description
Les membres d'EUDEC sont des individus, des écoles et des institutions partout en Europe déclarant adhérer à cette philosophie éducative. L'organisation d'EUDEC elle-même reflète cette philosophie vu qu'elle permet à des membres de tous les âges de participer à ses conférences, voter les décisions à ses assemblées générales et même rejoindre son conseil d'administration.
EUDEC facilite un réseau de soutien mutuel d'institutions et amateurs d'éducation démocratique par la diffusion d'informations en ligne, des publications, des conférences, des réunions et des séminaires, des partenariats et des échanges scolaires.
Les particuliers, les écoles, les porteurs de projets d'écoles et les organisations peuvent devenir membres de la communauté. En octobre 2014, la communauté représentait environ 58 000 personnes dans 29 pays. On compte 43 écoles, de nombreux groupes de démarrage et membres particuliers, ainsi que trois organisations qui incluent l'association nationale allemande des écoles alternatives (BFAS), Phoenix Éducation Trust et l'Union suisse des organisations d'étudiants (USO).
La Communauté a été formée en 2008, lors de la première Conférence européenne pour l'éducation démocratique. Depuis, cette conférence est devenue annuelle, et c'est l'événement phare de la communauté. L'assemblée générale d'EUDEC se déroule lors de ces conférences, au cours de laquelle on élit les membres du conseil d'administration et on prend des décisions concernant la politique de la communauté. 

## Éducation démocratique
Il y a deux principaux piliers de l'éducation démocratique : les apprentissages autonomes et le partage du pouvoir de décision au sein de la communauté. Les élèves des écoles et des universités démocratiques ont le choix de l'organisation de leur temps à l'école suivant leurs centres d'intérêt pour préparer leur vie et leur carrière future. L'apprentissage peut avoir lieu dans des salles de classe, tout comme dans les écoles conventionnelles, mais il y existe par ailleurs une large diversité d'expériences éducatives en dehors des salles de classe, comme l'étude indépendante, la recherche sur Internet, le jeu, le bénévolat, les projets, les excursions et voyages, les conversations avec les pairs et membres du personnel.
Les adhérents d'EUDEC ont en commun de percevoir l'apprentissage (et le travail) effectif comme étant favorisé par un cadre dans lequel nos droits et nos opinions sont respectés. De ce fait, les écoles démocratiques tiennent des réunions dans lesquelles tous les membres de la communauté ont une voix égale, indépendamment de l'âge ou du statut. Les étudiants et le personnel peuvent être assis ensemble à égalité pour discuter et voter le règlement intérieur, les programmes, les projets, le recrutement et même les questions budgétaires. C'est notamment ainsi que les écoles démocratiques établissent un environnement éducatif dans lequel les enfants peuvent se développer en tant qu'individus tolérants, ouverts d'esprit et responsables. L'expérience montre que dans un tel cadre, ils apprennent effectivement à s'exprimer, écouter les autres et ainsi devenir des citoyens effectifs d'une société démocratique moderne.

## Liste des événements
Depuis la première Conférence de l'EUDEC qui a eu lieu à Leipzig, en Allemagne en 2008, il y a eu une assemblée générale annuelle d'EUDEC ou une conférence chaque année. Les événements sont listés ci-dessous dans l'ordre chronologique :  
- 2008 - Conférence annuelle à Leipzig, Allemagne - organisé par la Freie Schule Leipzig
- 2009 - Réunion annuelle à Cieszyn, Pologne
- 2010 - Assemblée générale annuelle à Roskilde, Danemark - accueillie par Det frie Gymnasium et Den Demokratiske Skole
- 2011- Conférence IDEC@EUDEC à Devon, Angleterre.   Cette conférence a été une combinaison de la conférence EUDEC et de la Conférence internationale pour l'éducation démocratique 2011 (IDEC)
- 2012 - Conférence de Fribourg, Allemagne - accueillie par la Kapriole
- 2013 - Conférence annuelle aux Pays-Bas[2]
- 2014 - Conférence annuelle à Copenhague[3], Danemark accueillie par Det Frie Gymnasium
- 2015 - Conférence EUDEC, Varsovie, Pologne[4] accueillie par la fondation Bullerbyn
- 2016 - Conférence IDEC@EUDEC, Finlande[5]